# Jean de Loisy (graveur)
Pour les articles homonymes, voir Jean de Loisy et Loisy.
Jean de Loisy, né le 28 novembre 1603 à Besançon et mort en 1660, est un graveur et orfèvre français.

## Biographie
Jean de Loisy est né le 28 novembre 1603 à Besançon, dans une famille de graveurs et d’orfèvres,. Son père, Pierre de Loisy dit « l’ancien » (ca. 1575-ca. 1640), était graveur des monnaies à Besançon et lui a transmis cette charge, ainsi qu’à son frère Pierre de Loisy dit « le jeune » (1619-1670).
Jean de Loisy est l’auteur de gravures et d’estampes illustrant des livres de piété. Son oeuvre la plus connue est une représentation du Saint-Suaire de Besançon.

## Œuvres
- Le Saint-Suaire de Besançon, gravure (1634).
- Illustrations de l'ouvrage de Jean Ballesdens Le miroir du pecheur penitent, ou Explication du cinquantiesme pseaume de David, accompagnée de meditations & de figures tirées de la vie, mort et passion de Jesus Christ nostre Seigneur (1641)[5].
- Illustrations de l'ouvrage de Jean Terrier Portraicts des S. S. vertus de la Vierge contemplees par feue S. A. S. M. Isabelle Clere Eugenie infante d'Espagne (1634)[6].

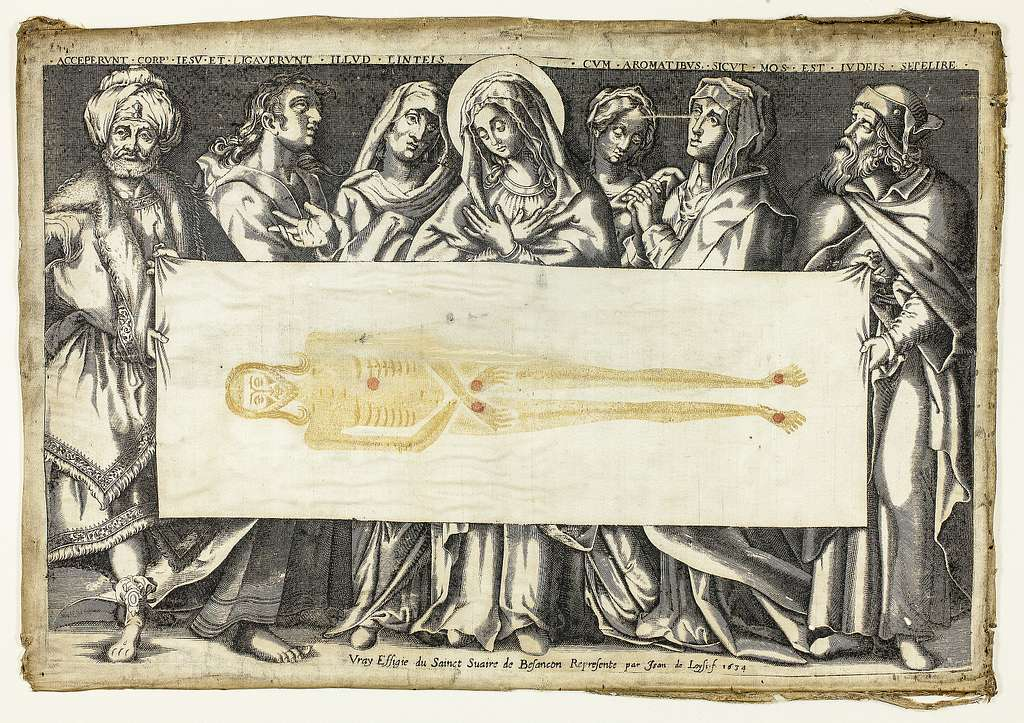
Le Saint-Suaire de Besançon. Gravure (1634).
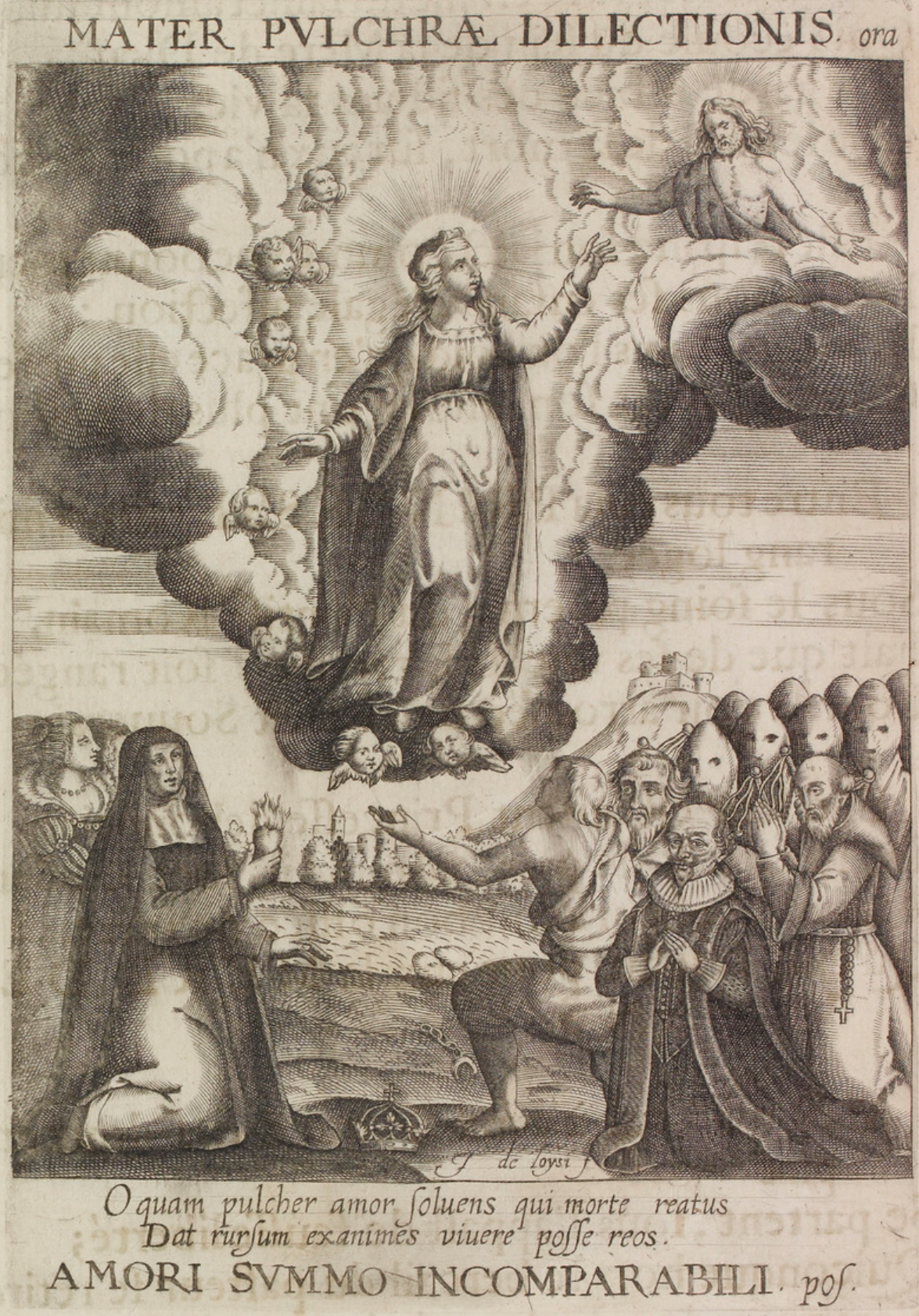
Mater pulchrae dilectionis, Gravure (1634), in :  Jean Terrier, Portraicts des S. S. vertus de la Vierge, etc.